# MHC Nieuwegein
Mixed Hockeyclub Nieuwegein is een hockeyclub uit Nieuwegein. De vereniging werd op 11 november 1978 opgericht. De heren komen in 2023/2024 uit in de Tweede klasse en de dames komen in 2023/2024 uit in de Eerste klasse. De club verhuisde per seizoen 2024/2025 van Rijnhuizen naar Parkhout en beschikt daar over drie watervelden.